# Hamarskaftet
Hamarskaftet är en kulle i Antarktis. Den ligger i Östantarktis. Norge gör anspråk på området. Toppen på Hamarskaftet är 1 523 meter över havet.
Terrängen runt Hamarskaftet är huvudsakligen platt, men åt sydost är den kuperad. Trakten är obefolkad. Det finns inga samhällen i närheten. 